# بيرنارد فورهوف
بيرنارد فورهوف (10 مايو 1910 – 18 فبراير 1974) لاعب كرة قدم بلجيكي راحل . أصبح هداف منتخب بلجيكا اعتبارا من سنة 1940 برصيد 30 هدف من 61 مباراة دولية . انضم إليه في تحقيق الرقم القياسي بول فان هيمست في سنة 1974 الذي سجل نفس رصيد الأهداف من 81 مباراة دولية .
بدأ مسيرته الرياضية في نادي ليرس وبقي فيه 21 سنة . مع نادي ليرس سجل 350 هدف في 529 مباراة رسمية كما حقق بطولة دوري الدرجة الأولى البلجيكي مرتين .
شارك فورهوف في بطولات كأس العالم في 1930 ، 1934 ، و 1938 مما يجعله أحد 6 أشخاص (5 لاعبين وحكم واحد) الذي شاركوا باللعب في أول ثلاث بطولات .
توفي سنة 1974 عن عمر ناهز 63 سنة .

## روابط خارجية
- بيرنارد فورهوف على موقع الاتحاد الدولي (مؤرشف)  (الإنجليزية)
- بيرنارد فورهوف على موقع الاتحاد البلجيكي (الإنجليزية)
- بيرنارد فورهوف على موقع قاعدة بيانات كرة القدم.إي يو (الإنجليزية)
- بيرنارد فورهوف على موقع ناشيونال فوتبول تيمز (الإنجليزية)
- بيرنارد فورهوف على موقع أوليمبيديا (الإنجليزية)